# Station Bilitt
Station Bilitt was een station aan de voormalige spoorlijn Skreiabanen. Deze lijn verbond het dorp Skreia in de gemeente Østre Toten met Reinsvoll in de gemeente Vestre Toten beide tegenwoordig gelegen in fylke Innlandet in Noorwegen. Het stationsgebouw is jaren geleden gesloopt. Het was ontworpen door Paul Armin Due. 